# Guglielmo Epifani
Guglielmo Epifani (n. 24 martie 1950, Roma, Italia – d. 7 iunie 2021, Roma, Italia) a fost un politician italian.